# Astronoom

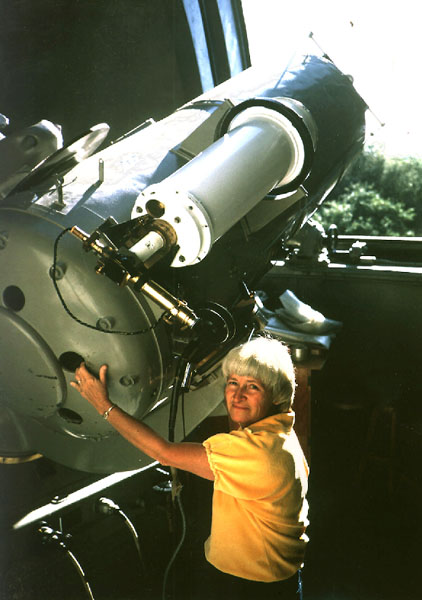
Carolyn Shoemaker met de 18-inch Schmidt telescoop van het Palomar-observatorium

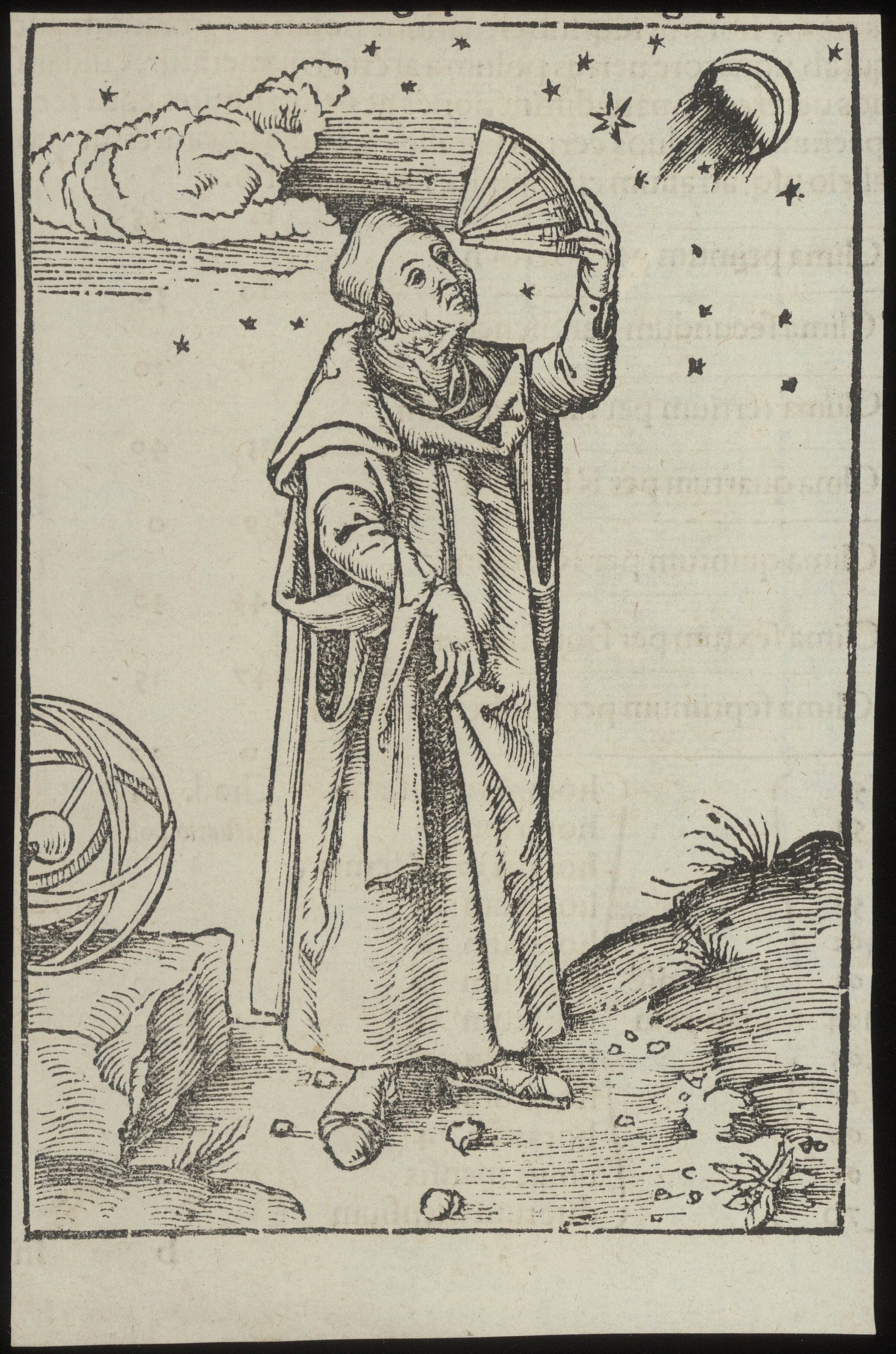
Astronoom observeert de hemel. Houtsnede uit de 16de eeuw. Bewaard in de Universiteitsbibliotheek Gent.

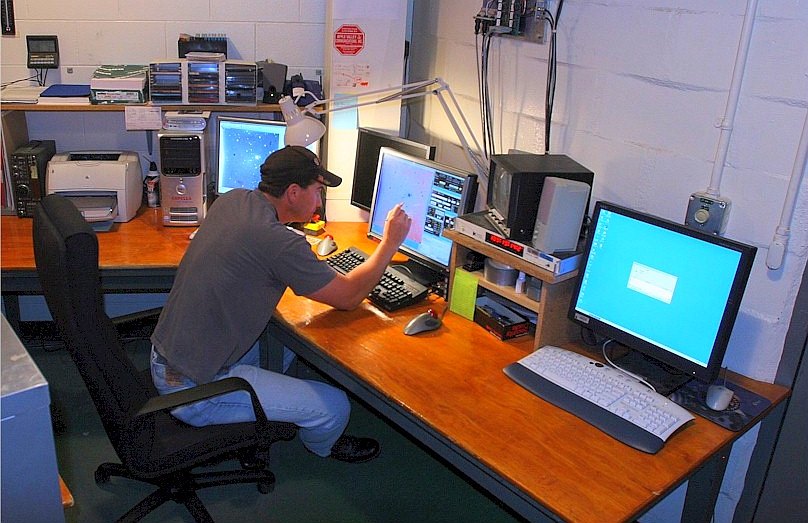
Een hedendaagse astronoom (Table Mountain Observatory)

Een astronoom of sterrenkundige is een wetenschapper die de astronomie beoefent.
In tegenstelling tot de meeste wetenschappers kunnen astronomen het object van hun onderzoek, de hemellichamen niet rechtstreeks onderzoeken, maar zijn zij aangewezen op nauwkeurige observatie als middel van onderzoek. Astronomen maken daarvoor gebruik van verschillende telescopen waarmee metingen worden gedaan op golflengtes tussen gammastraling en radiostraling. De metingen worden gepubliceerd in astronomische tijdschriften.
De meeste afgestudeerde astronomen zijn lid van de Internationale Astronomische Unie.

## Enkele beroemde astronomen
| Astronoom                 | Bijdrage |
| ------------------------- | --- |
| Liu Xin                   | Bepaalde de omloopbanen van een aantal planeten en berekende de synodische maand, een lengte van 29 43/81 dagen en een tijdsduur van 19 jaar. Volgens hem duurde een jaar 365 385/1539 dagen, slechts elf minuten langer dan de tegenwoordige waarde. |
| Zhang Heng                | Corrigeerde de Chinese kalender en vond de eerste seismograaf uit, die aardbevingen kon melden op 500 km afstand. Hij construeerde een draaiende hemelglobe en in een van zijn publicaties (ling xiàn), een samenvatting van astronomische theorieën, benaderde hij het getal pi als 730/232 (ongeveer 3,1466).                                                                                  |
| Hipparchus en Ptolemaeus  | Bepaalden de posities van ongeveer 1000 heldere sterren, probeerden de raadselen van de astronomie te verklaren zonder het geocentrische model los te laten, en classificeerden sterren naar magnitude. |
| Aristarchus               | De eerste pleitbezorger van de heliocentrische theorie als model van de kosmos. |
| Nasir al-Din al-Tusi      | Deze Perzische astronoom beschreef als eerste de trigonometrie voor plat vlak en bol. Stelde zeer nauwkeurige tabellen op voor de beweging van de planeten en gaf vele sterren een naam. Zijn planetaire systeem was het meest geavanceerde van die tijd en werd alom gebruikt tot de komst van het heliocentrische model. Hij leverde ook een bijdrage aan de ontwikkeling van het astrolabium. |
| Galileo Galilei           | Gebruikte als eerste een telescoop voor waarnemingen. Werd door de Inquisitie veroordeeld tot huisarrest. Zijn veroordeling werd pas 359 jaar later door Paus Johannes Paulus II herroepen. |
| Johannes Kepler           | Stelde de elliptische banen van planeten voor, en formuleerde zijn beroemde Wetten van Kepler. |
| Isaac Newton              | Publiceerde Philosophiae Naturalis Principia Mathematica (1687), met daarin de Wetten van Newton, die fundamenteel zijn in de mechanica en de zwaartekrachtswet, die de Wetten van Kepler en de banen van de planeten verklaart. |
| Subramanyan Chandrasekhar | Diepgaand onderzoek van de fysica van sterren, bijvoorbeeld de algemene relativiteitstheorie voor zwarte gaten. Berekende de Chandrasekhar-limiet voor neutronensterren tijdens zijn bootreis van India naar Engeland. |
| Henrietta Swan Leavitt    | Categoriseerde veranderlijke sterren (zgn. Cepheïden) in de Magelhaense wolken. In 1912 ontdekte zij de relatie tussen luminositeit en periodociteit in Cepheïden, en gaf daarmee de aanzet tot het latere werk van Hertzprung. |
| Ejnar Hertzsprung         | Bepaalde de afstand tot een aantal Cepheïden. Met behulp van Cepheïden die in andere sterrenstelsels, zoals de Andromedanevel, werden ontdekt, konden de afstanden tot deze sterrenstelsels worden bepaald. |
| Edwin Hubble              | Ontdekte de uitdijing van het heelal. De Hubble Space Telescope is naar hem vernoemd. |
| Jan Hendrik Oort          | Pionier van de radio-astronomie, onderzoeker van de spiraalstructuur van de Melkweg, ontdekker van de Oortwolk en de donkere materie. |

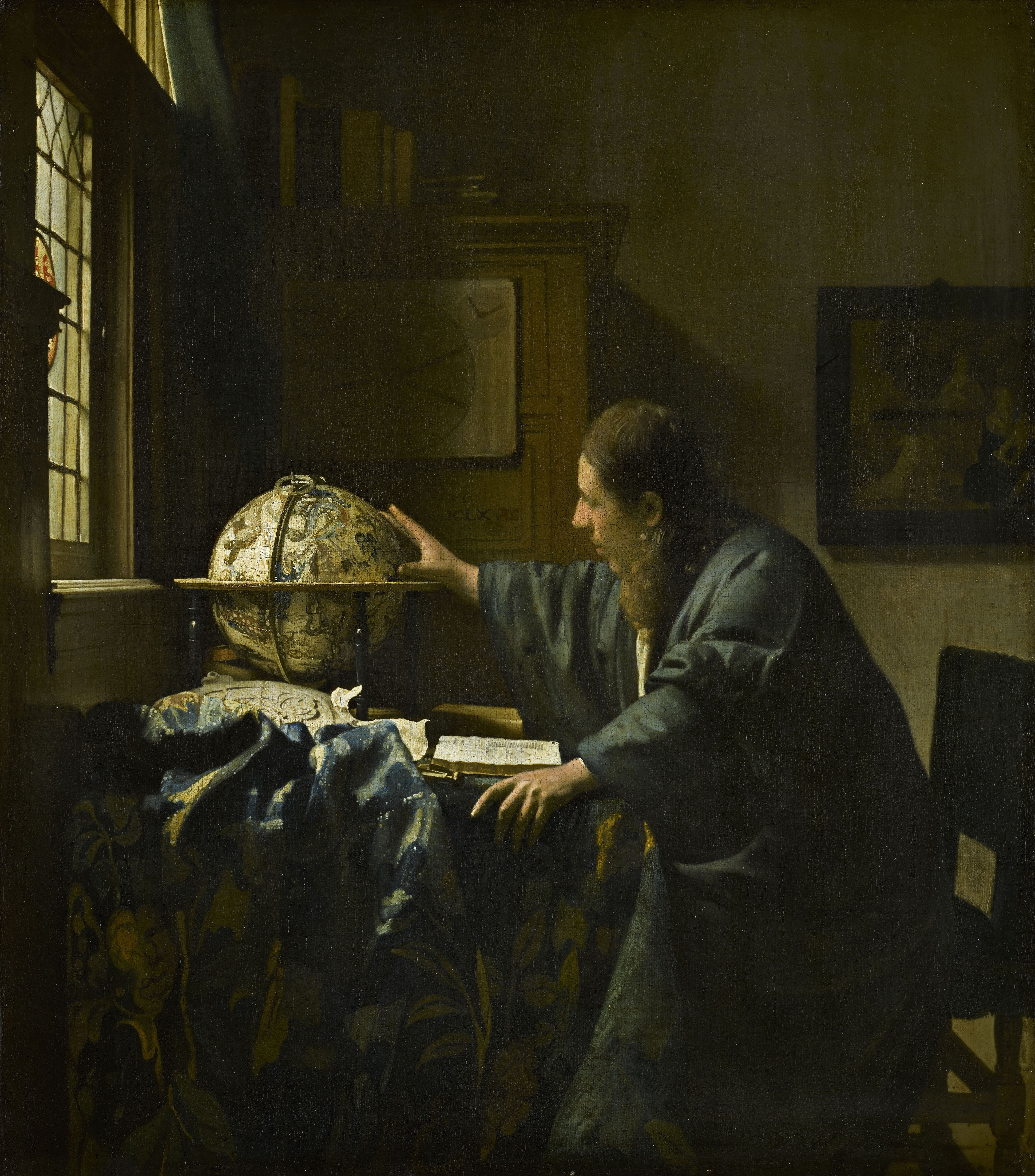
Johannes Vermeer: De astronoom (1668)
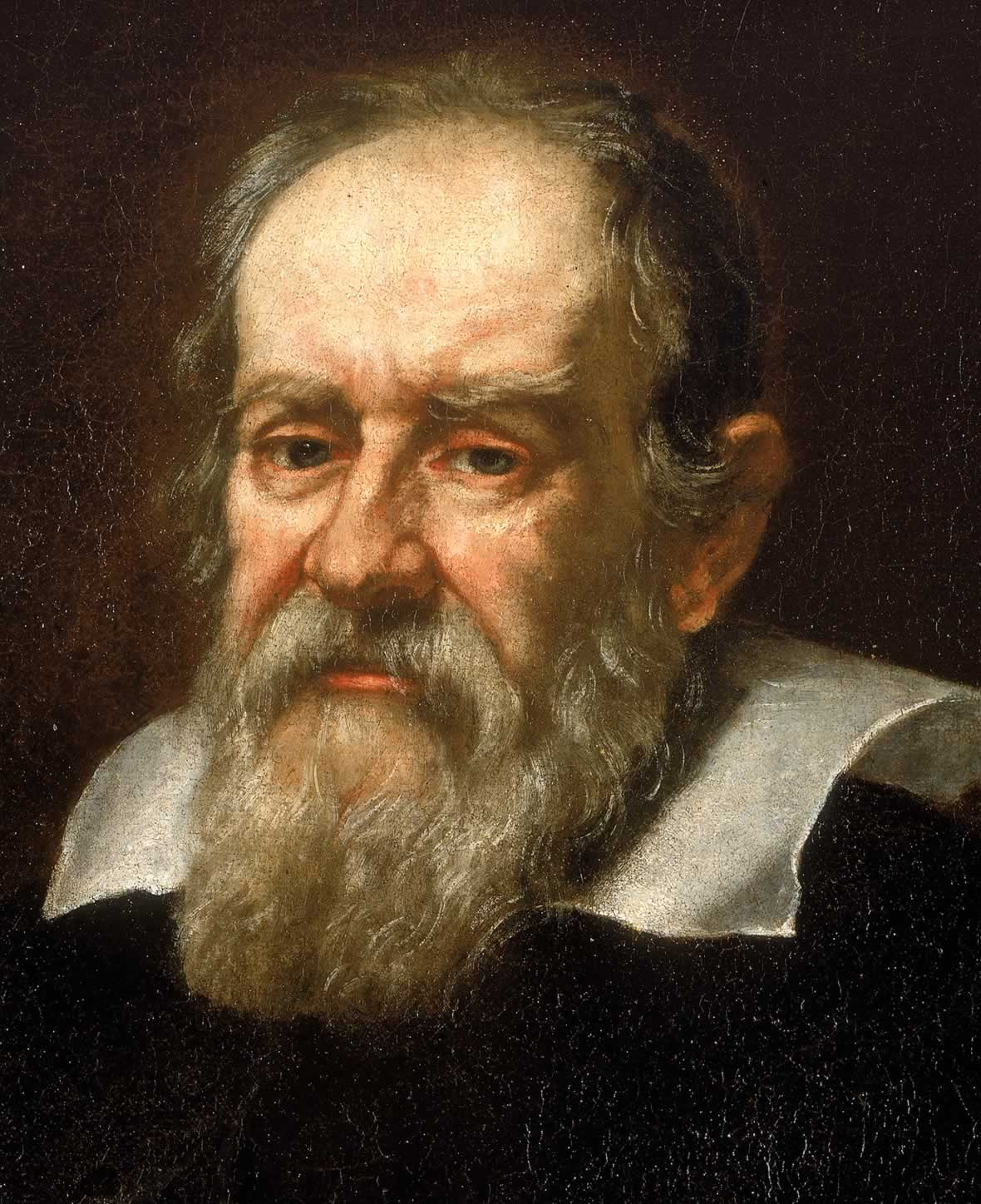
Galileo Galilei
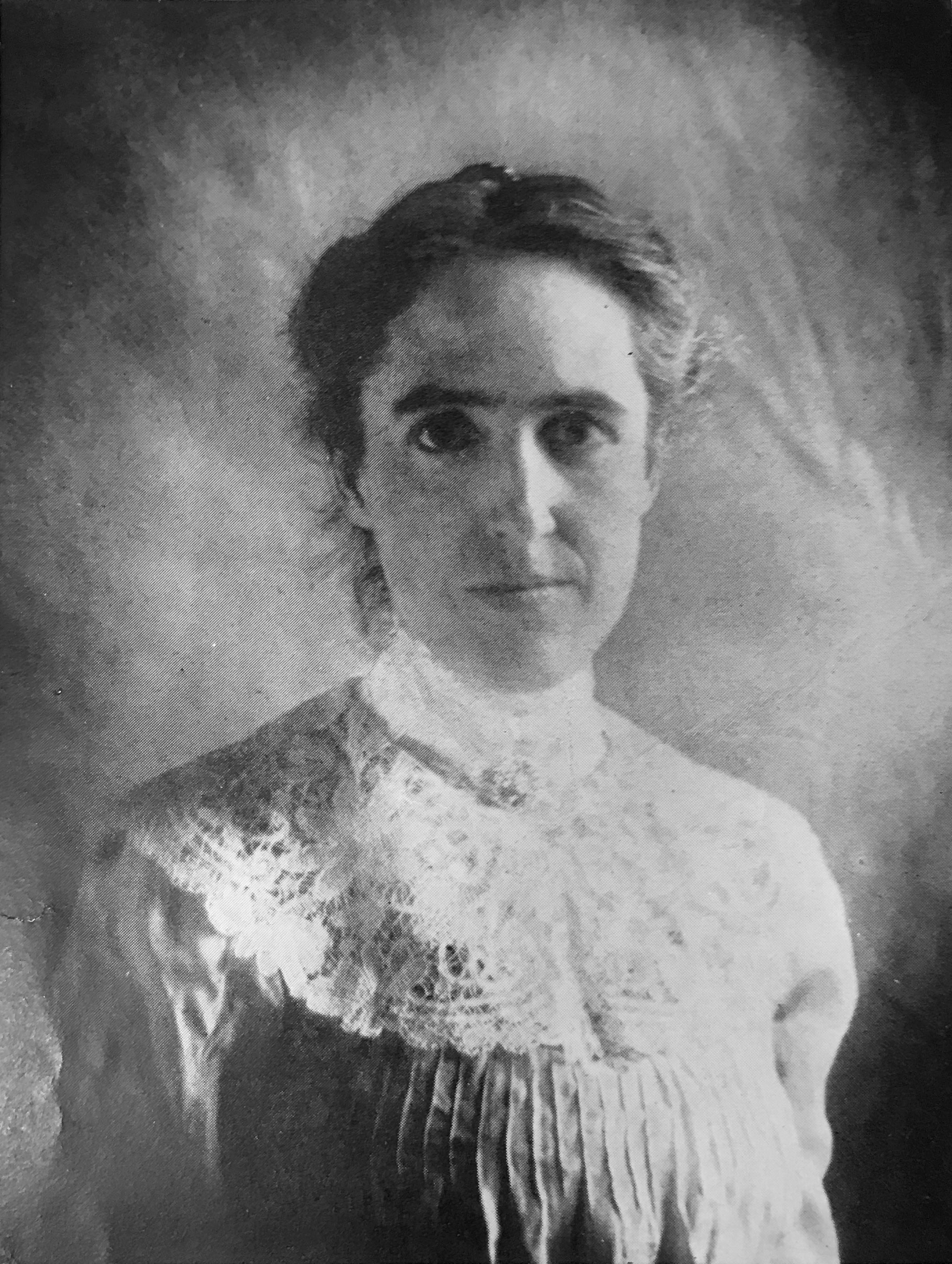
Henrietta Leavitt
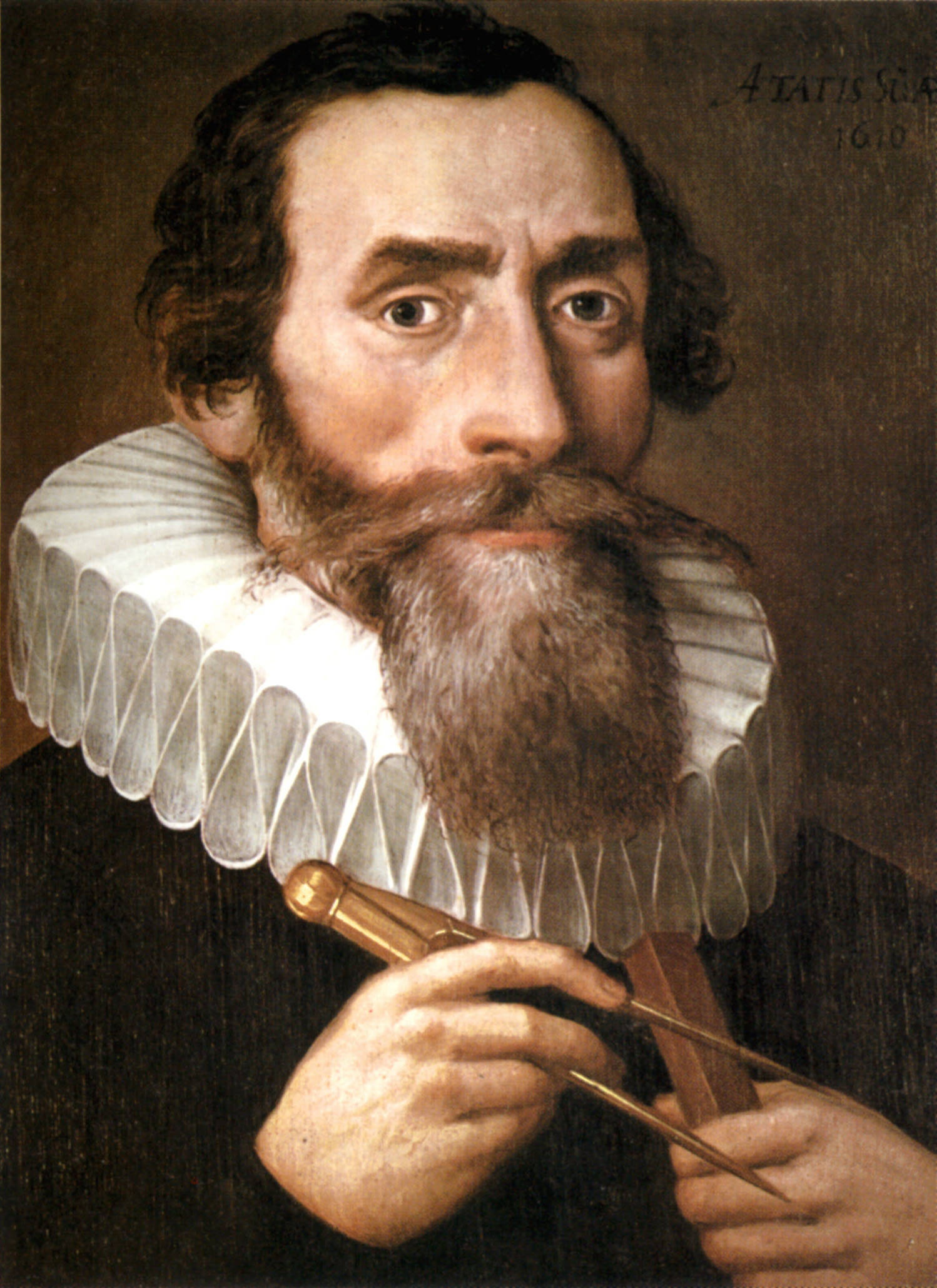
Johannes Kepler